# Телин, Йимми
Бу Йимми Телин (швед. Bo Jimmy Thelin; род. 14 марта 1978, Йёнчёпинг) — шведский футболист и тренер. Главный тренер шотландского «Абердина» с 3 июня 2024 года.

## Клубная карьера
В качестве игрока выступал за «Хагапойкарну» в низших дивизионах Швеции.

## Тренерская карьера
В 2005 году участвовал в создании нового клуба «Юнгарум», который он возглавил в качестве тренера. Вместе с клубом за три года поднялся с шестого дивизиона до четвёртого.
В 2009 году перешёл в «Йёнчёпингс Сёдру», где возглавил юношескую команду до 17 лет. Затем тренировал более старшие возраста. В 2014 году после перехода Матса Грена на должность спортивного директора в «Гётеборге» возглавил главную команду клуба. В первом же сезоне занял с командой четвёртое место в Суперэттане, что стало лучшим результатом клуба за 40 лет, а в следующем году выиграл турнир и впервые с 1969 года вывел команду в Алльсвенскан.
В конце 2017 покинул «Йёнчёпингс Сёдру», вылетевшую в Суперэттан и возглавил «Эльфсборг». Вместе с командой в сезоне 2023 года до последнего тура претендовал на чемпионство. В 30-м туре клуб уступил в очном поединке «Мальмё» и остался вторым. По итогам сезона Телин был признан лучшим тренером года.
16 апреля 2024 года было объявлено, что Телин в июне покидает «Эльфсборг» и переходит на работу в шотландский «Абердин», с которым заключил трёхлетний контракт. 3 июня официально стал главным тренером шотландского клуба.

## Достижения

### Командные
Йёнчёпингс Сёдра:
- Победитель Суперэттана: 2015

Эльфсборг:
- Серебряный призёр чемпионата Швеции: 2023

### Личные
- Лучший тренер сезона в чемпионате Швеции: 2023